# Selenidium grassei
Selenidium grassei is een soort in de taxonomische indeling van de Myzozoa, een stam van microscopische parasitaire dieren. Het organisme komt uit het geslacht Selenidium en behoort tot de familie Selenidiidae. Selenidium grassei werd in 1968 ontdekt door Theorides & Desportes.